# مرسدس-بنز ۵۴۰کی
مرسدس بنز ۵۴۰کی (Mercedes-Benz ۵۴۰K) خودرویی است که در سال‌های ۱۹۳۶ تا ۱۹۴۰ (chassis—last bodies completed in ۱۹۴۴)در آلمان تولید شده‌است.
طراحی آن خودروهای موتور جلو-محور عقب بوده است.
موتور آن 5401 سی‌سی و سیستم جعبه‌دندهٔ آن چهار یا پنج دنده دستی است.

## نگارخانه

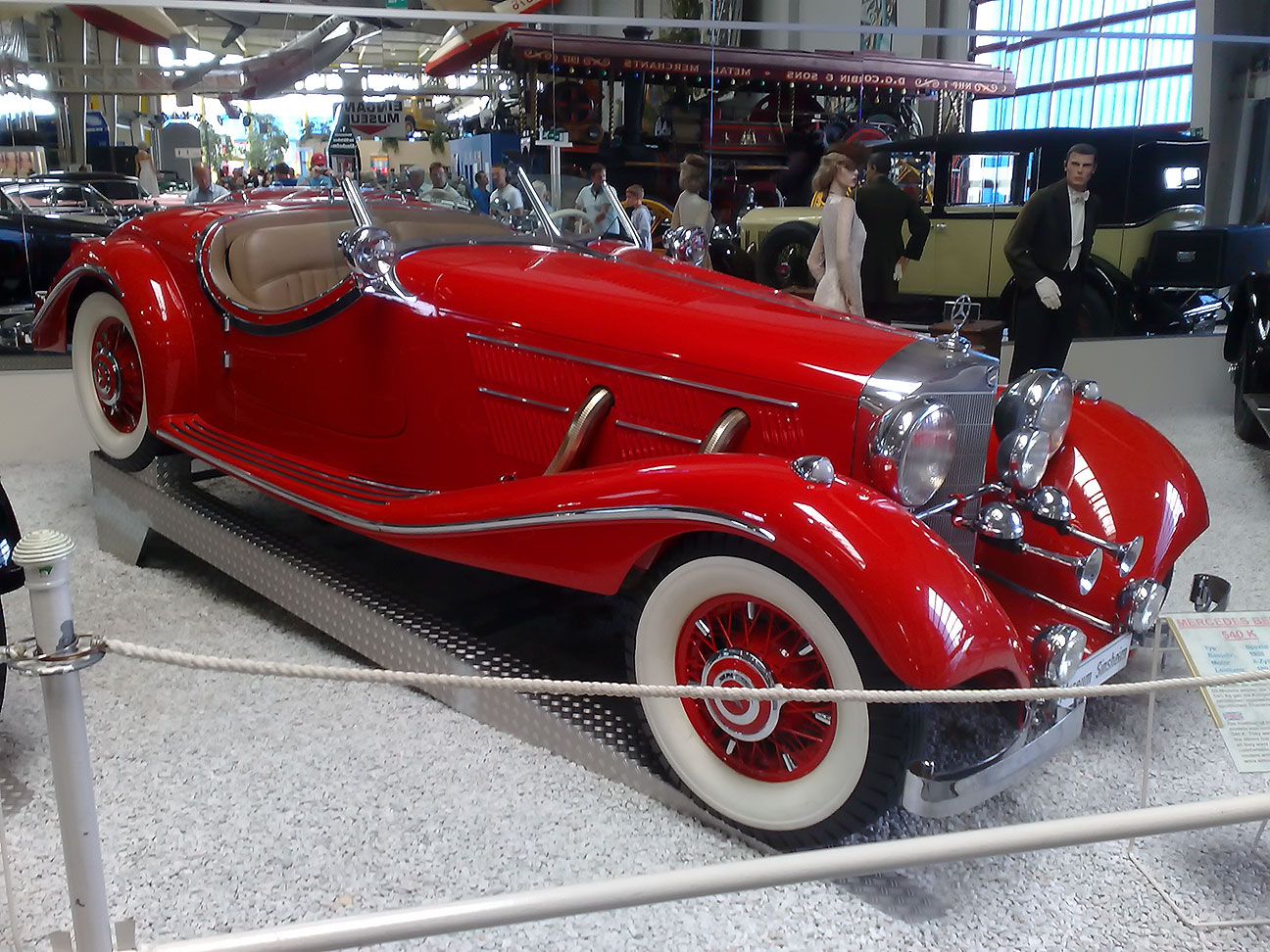
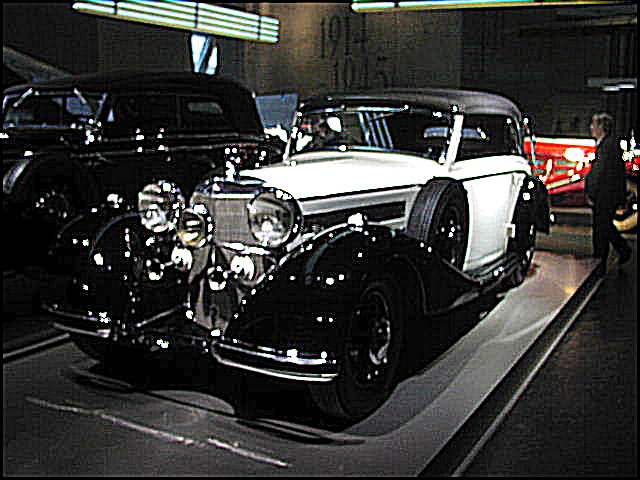
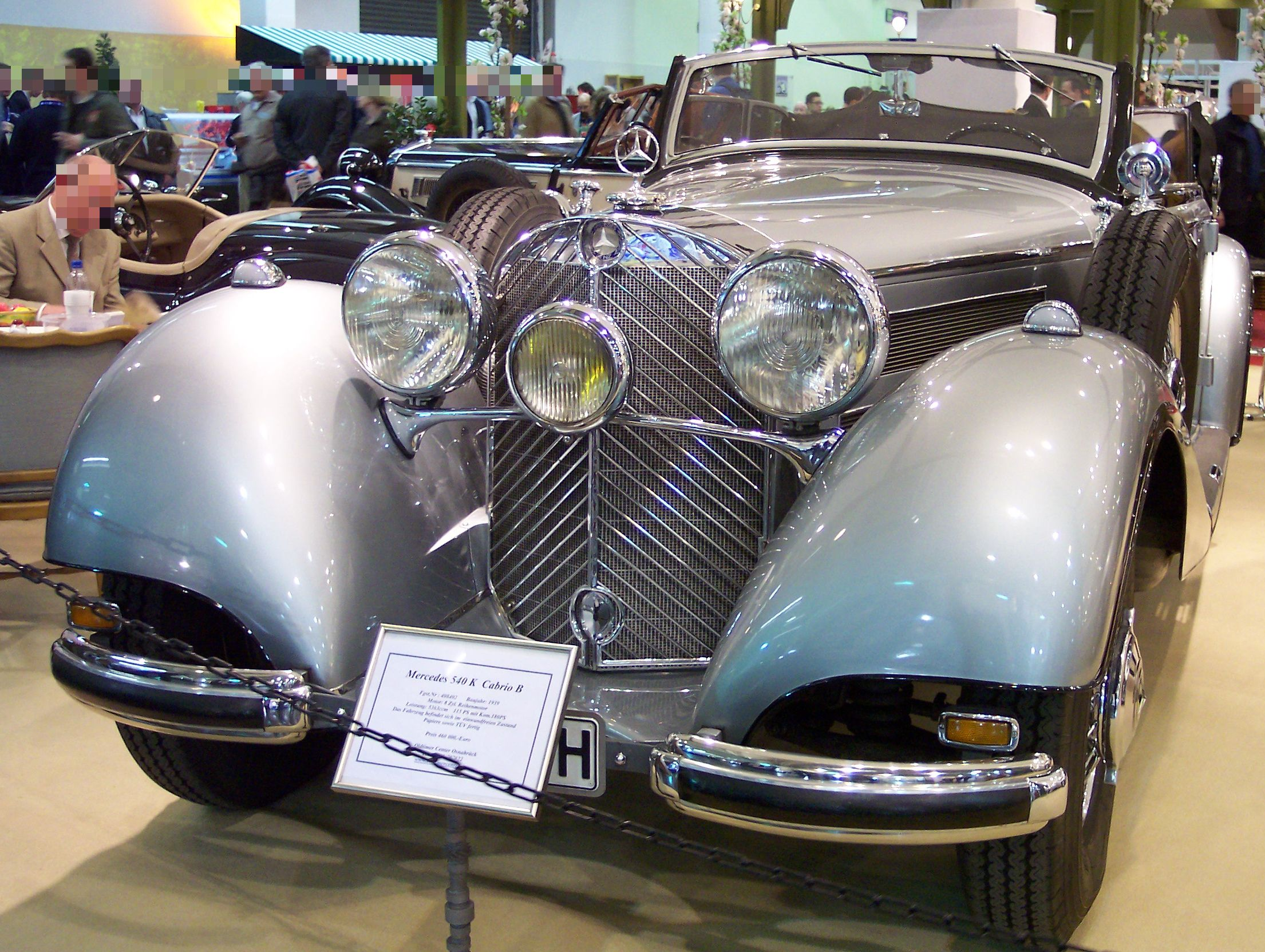
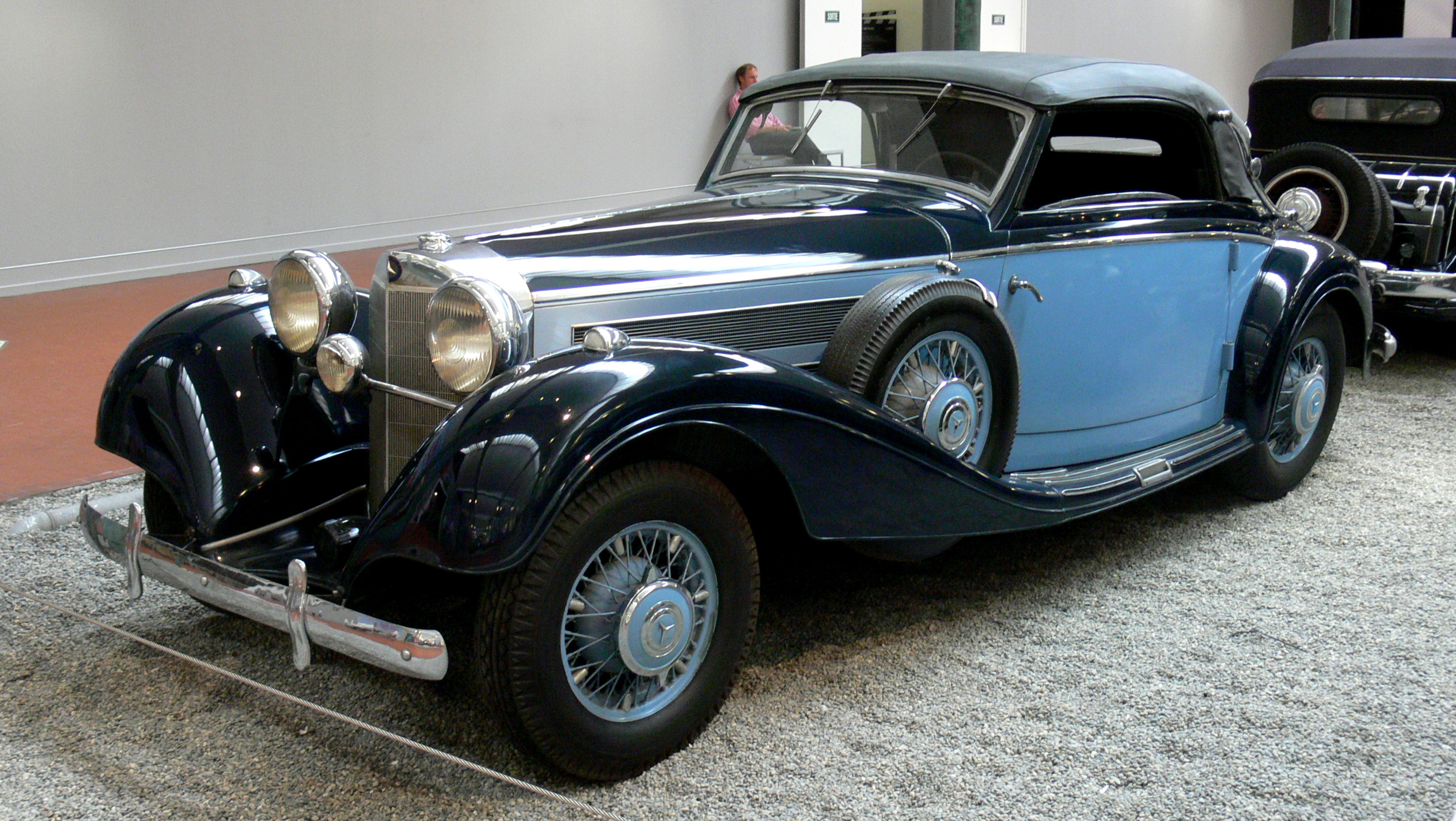
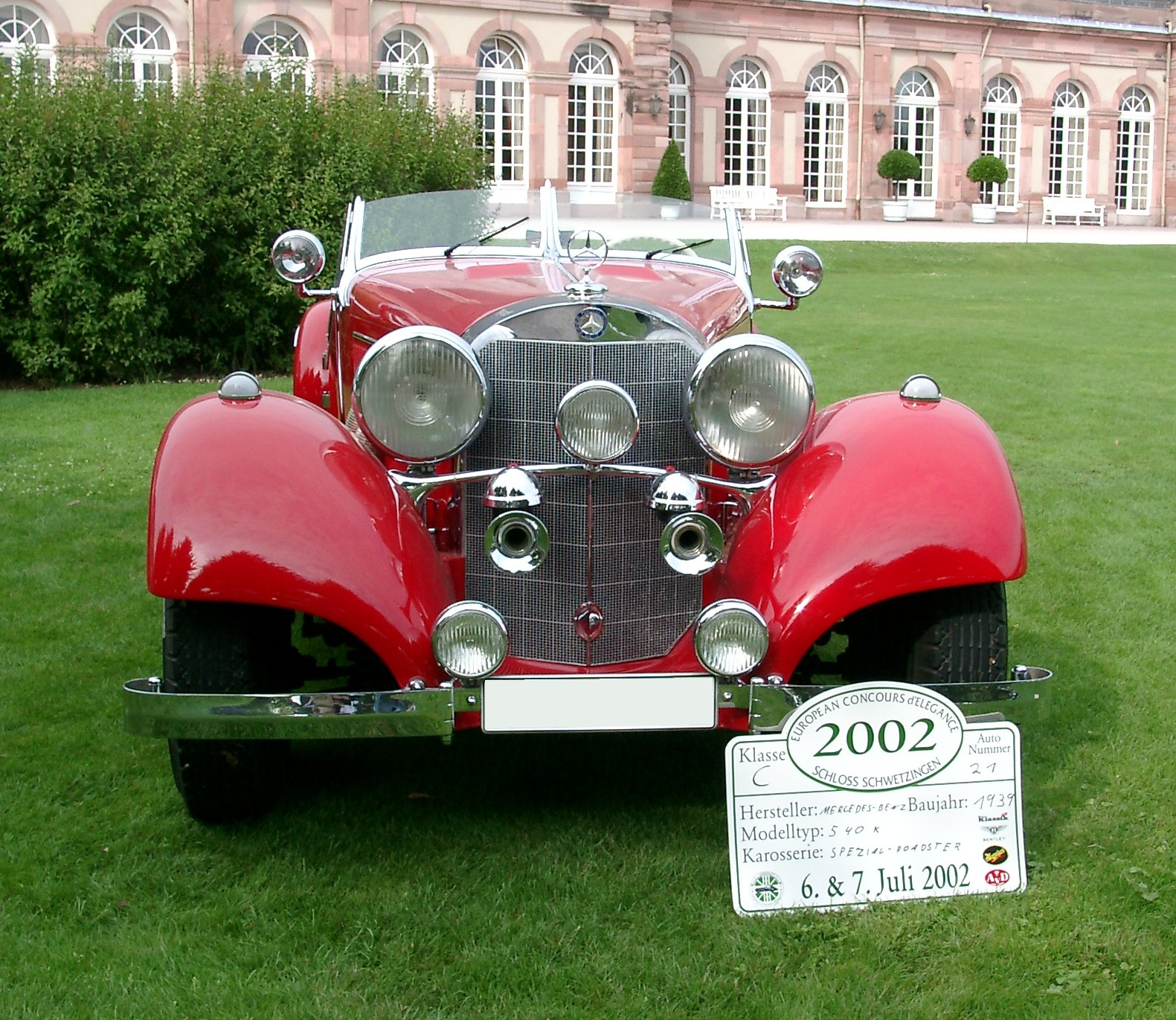
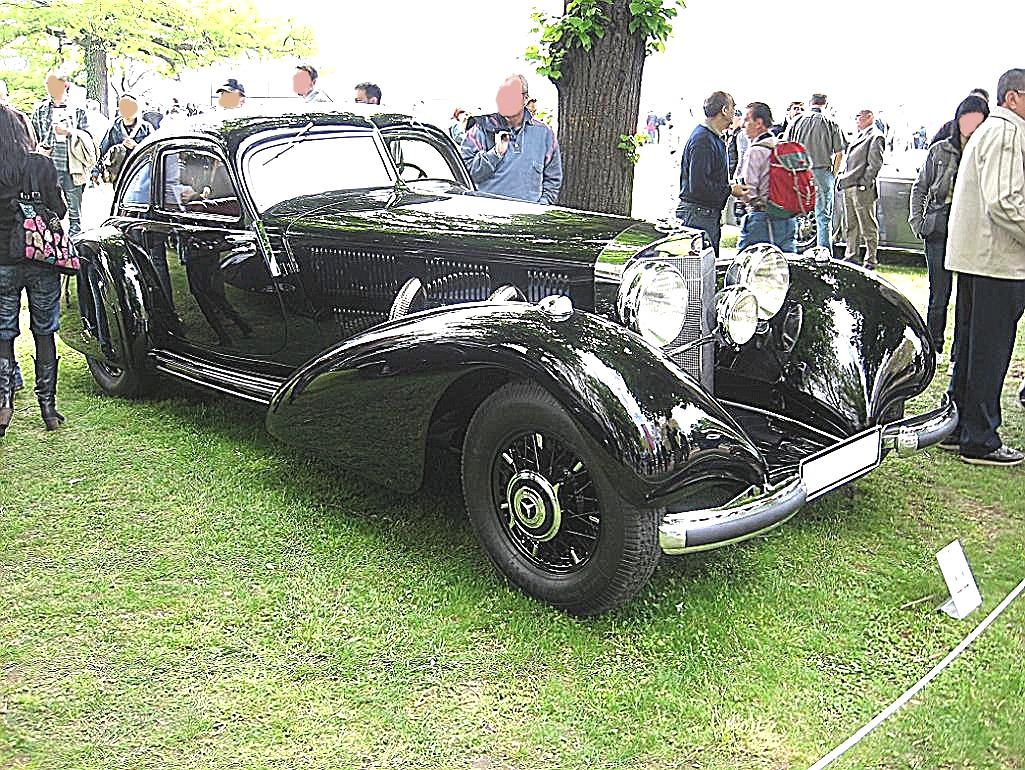